# Sachsenheim (Adelsgeschlecht)

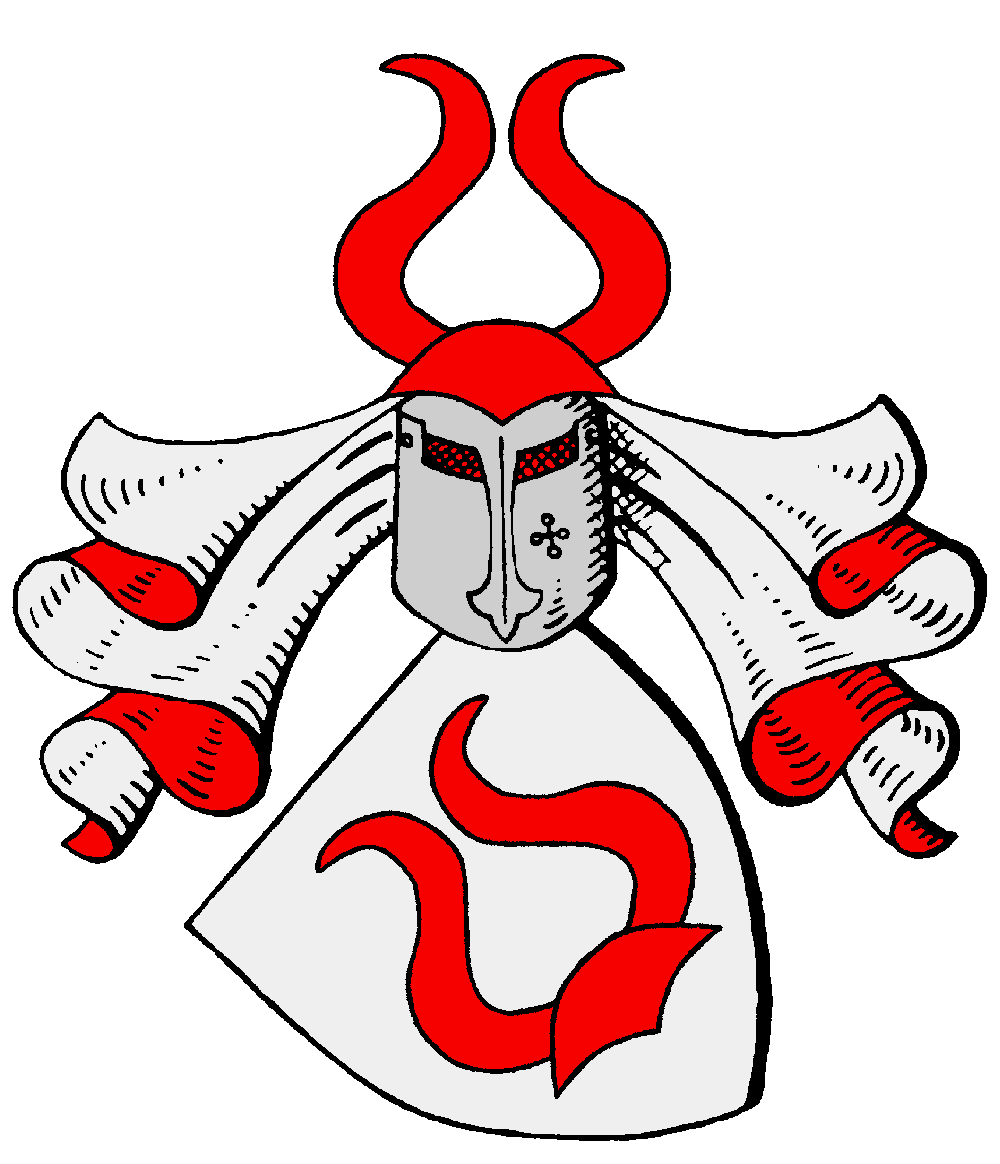
Wappen derer von Sachsenheim

Sachsenheim ist der Name eines alten Rittergeschlechts aus Sachsenheim. Das erstmals 958 erwähnte Geschlecht starb 1561 in der männlichen Linie aus.
Die bekanntesten Sachsenheimer waren:
- der Minnedichter Hermann von Sachsenheim,
- der Jurist Jörg von Sachsenheim,
- der württembergische Landhofmeister Hermann von Sachsenheim
- und Reinhard von Sachsenheim, der Erbauer von Schloss Großsachsenheim.

## Geschichte
Die Sachsenheimer waren nach Gabriel Bucelin eine sehr alte und berühmte Ritterfamilie. Bucelin benennt als ersten Sachsenheimer einen Heinrich von Sachsenheim, der 948 an einem Turnier in Konstanz teilgenommen haben soll.
Die erste urkundliche Erwähnung im Jahr 1090 bezieht sich auf einen Diemo von Sachsenheim. Erst ab 1240 taucht in Urkunden der Name Sachsenheim wieder auf. Als erste werden der Ritter Hermann von Sachsenheim und sein Bruder Konrad von Sachsenheim erwähnt, deren Söhne Hermann, Bernold und Friedrich die drei Linien der Herren von Sachsenheim begründeten.
Die 4 bedeutendsten der Herren von Sachsenheim waren der Minnedichter Hermann, seine beiden Söhne, der Jurist Jörg und der Landhofmeister Hermann, und dessen Schwiegersohn Reinhard, der Erbauer von Schloss Großsachsenheim. Literarisch bekannt wurden zwei Sachsenheimer, die in der Schlacht bei Reutlingen 1377 den Tod fanden. Ludwig Uhland gedachte ihrer in seiner Ballade „Die Schlacht bei Reutlingen“ mit der Strophe „Von Sachsenheim zween Ritter, der Vater und der Sohn, die liegen still beisammen in Lilien und in Mohn …“.
Der letzte legitime männliche Nachkomme der Sachsenheimer war Bernhard von Sachsenheim, der Obervogt zu Neuenbürg war und 1561 starb. Gall von Sachsenheim (1521–1596), ein wegen schlechter Verwaltung entlassener Forstmeister in Leonberg, war der uneheliche Sohn eines Wilhelm von Sachsenheim. Nachdem sein Vater die Mutter heiratete, wurde er für ehelich erklärt, so dass sich durch seine Nachkommen der Name Sachsenheim mindestens bis zum Ende des 17. Jahrhunderts fortpflanzte.

## Wappen
Das Wappen zeigt in Silber zwei rote Büffelhörner auf rotem Grind (Stück der Hirnschale). Auf dem Helm mit rot-silbernen Helmdecken die Büffelhörner sein. Bis zum Ende des 14. Jahrhunderts waren die mondsichelförmigen Hörner nach innen gebogen. Später wurden die Hörner S-förmig nach außen gedreht, die Hornenden waren spitz oder abgeschnitten.
Der Wappenfries über dem Hauptportal von Schloss Großsachsenheim zeigt auf der linken Seite das Wappen, wie es ab dem 15. Jahrhundert verwendet wurde, auf der rechten Seite die alte Version des Wappens. Helmdecken aus üppigen Akanthusblättern umranken Wappen und Helm.

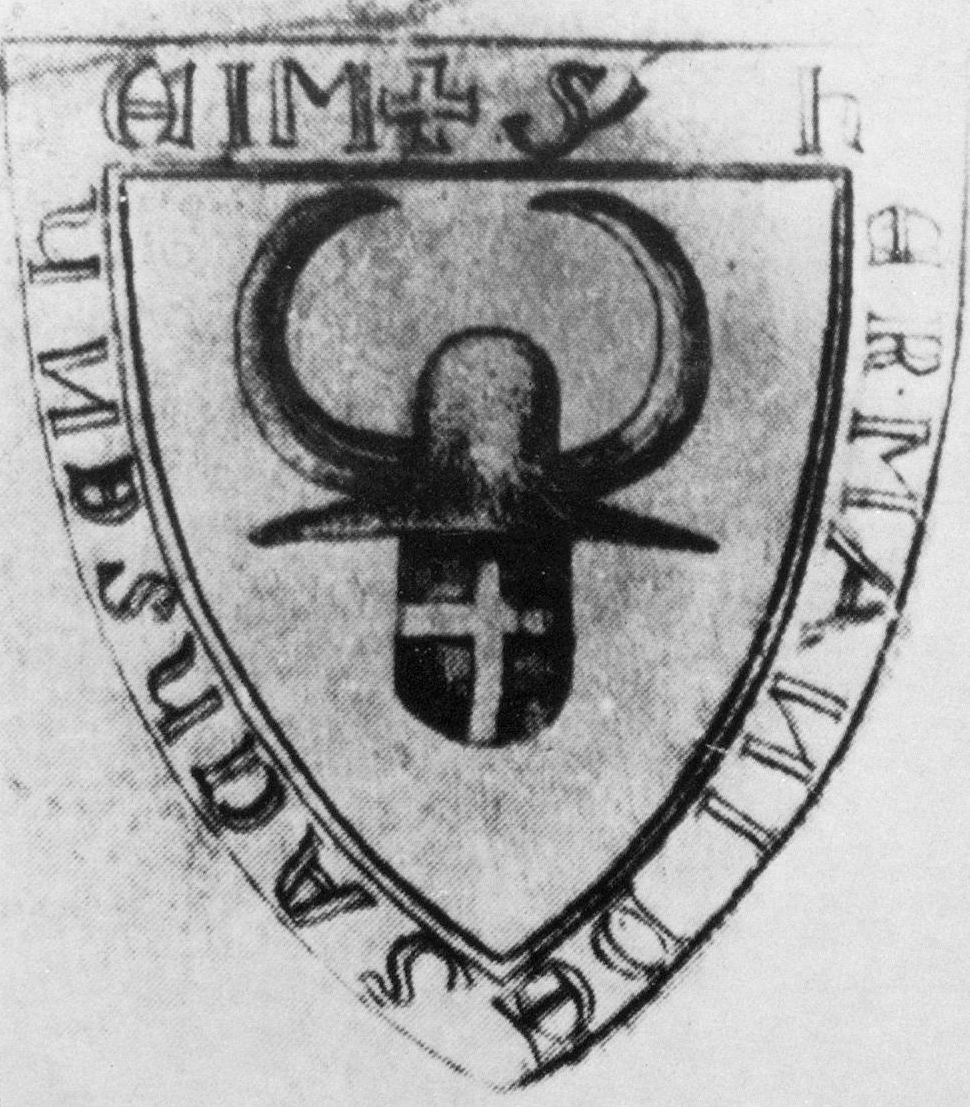
Ältestes Wappen der Sachsenheimer, 1285
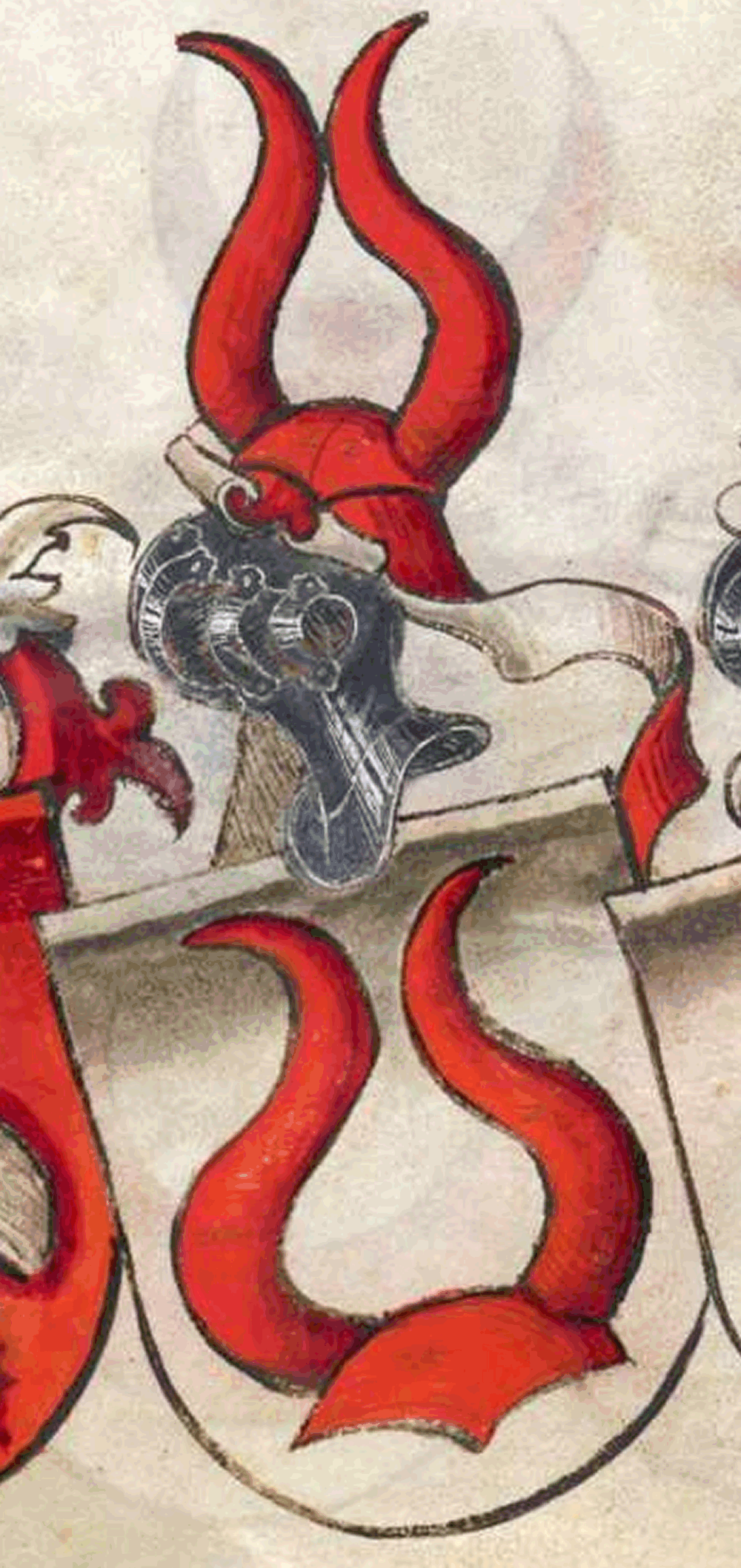
Conrad von Grünenberg, Wappenbuch um 1480
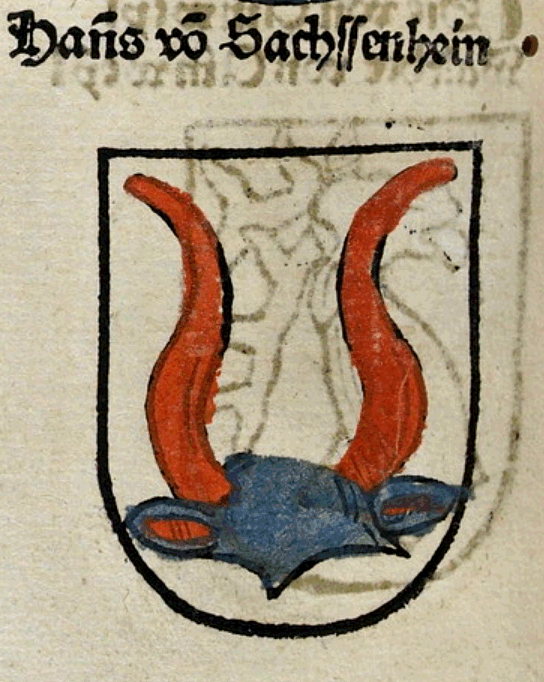
Wappen des Hans von Sachsenheim, Ulrich von Richentals Chronik des Konstanzer Konzils 1483
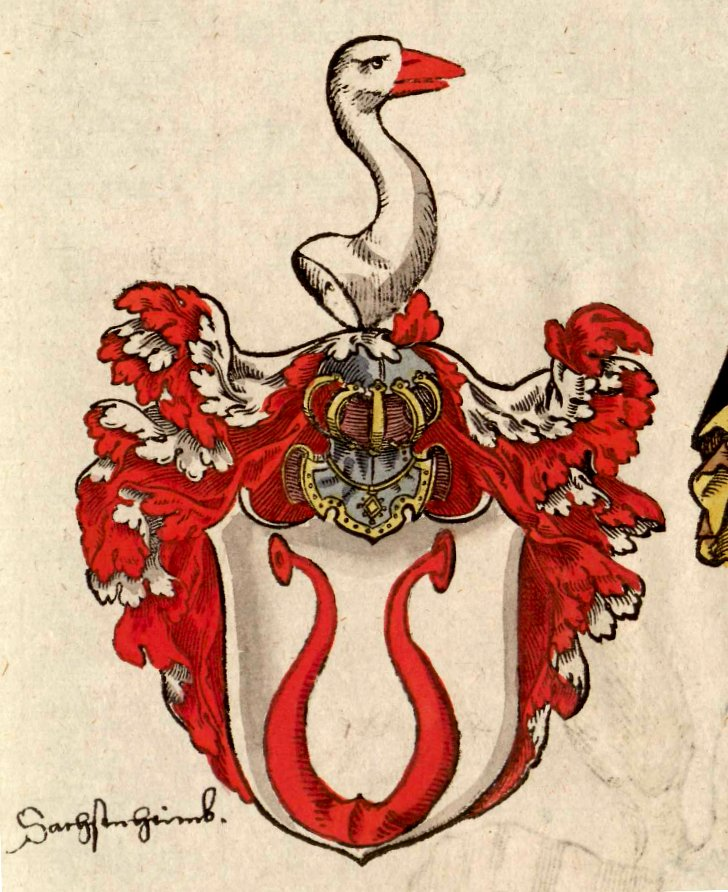
Scharffenbergsches Wappenbuch, Ende 16. Jh.
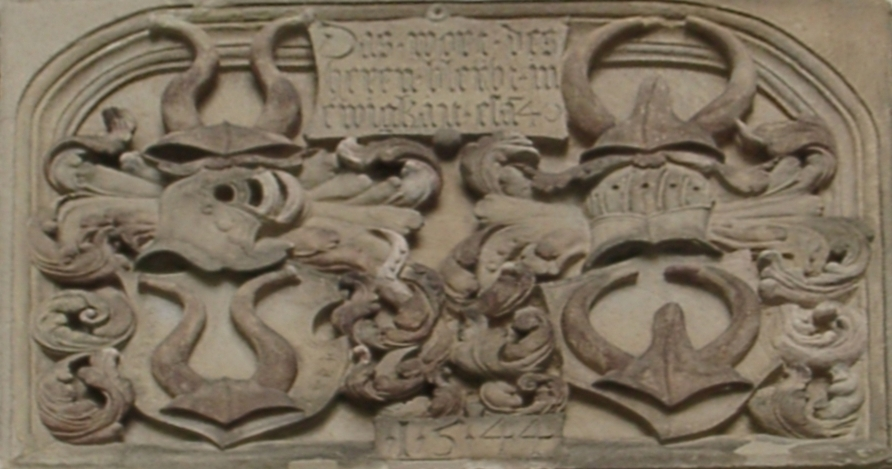
Schloss Großsachsenheim, Wappenfries über dem Hauptportal, 1544

Das Büffelhörnermotiv findet sich in einigen Ortswappen wieder:
- Wappen der Stadt Sachsenheim, ergänzt um die liegende Hirschstange der Württemberger.
- Wappen des Sachsenheimer Ortsteils Kleinsachsenheim, ergänzt um einen senkrechten alemannischen Sax (einschneidige Hiebwaffe).[6]
- Wappen von Sachsenheims Nachbargemeinde Sersheim, ergänzt um 3 Kugeln.

Wappen von Sachsenheim.
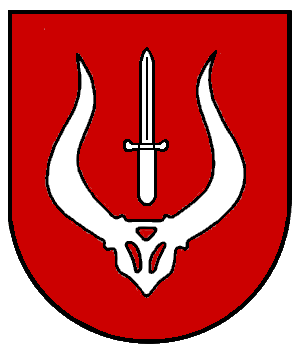
Wappen von Kleinsachsenheim.
Wappen von Sersheim

## Personen

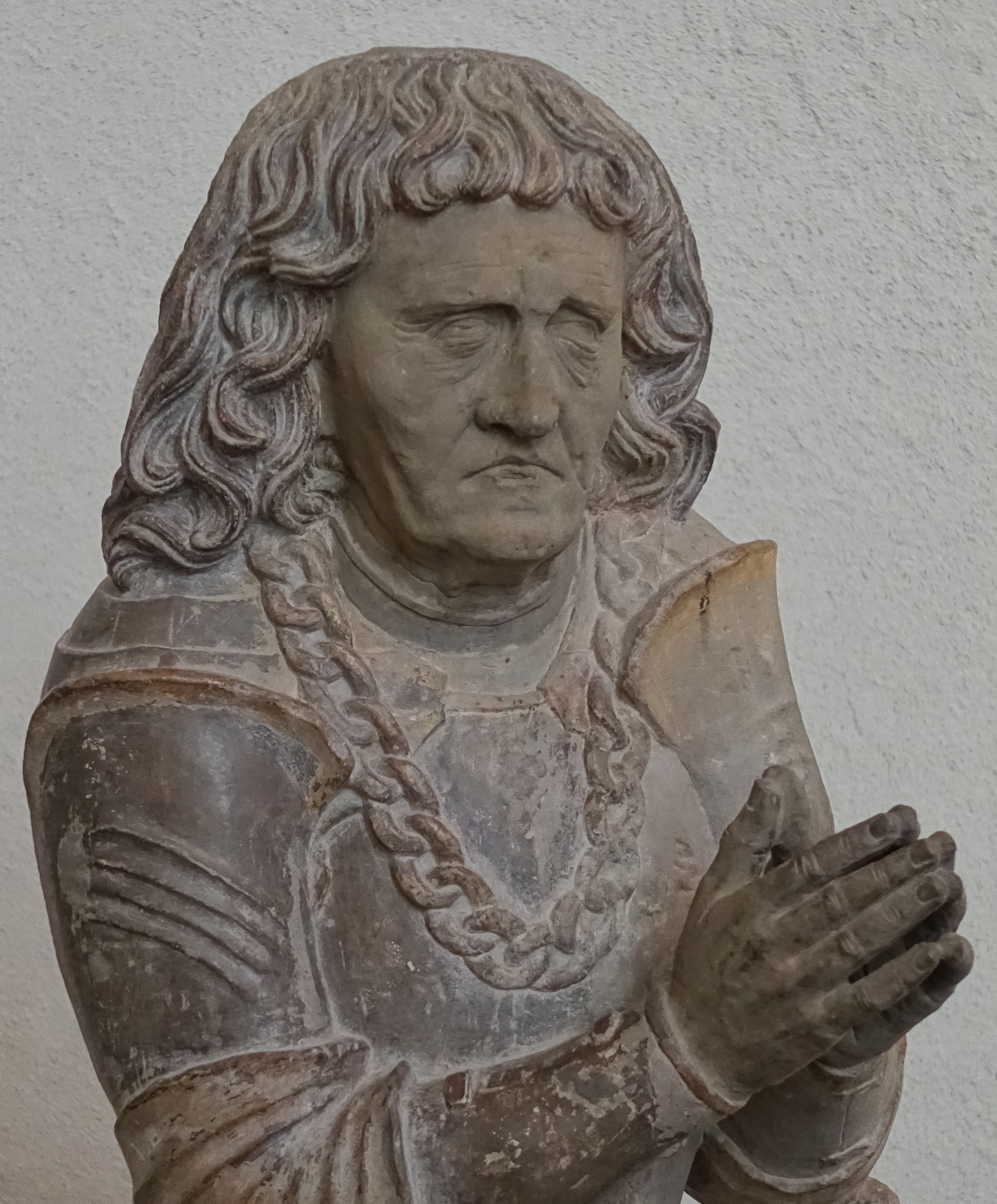
Hermann von Sachsenheim (5), Landhofmeister.

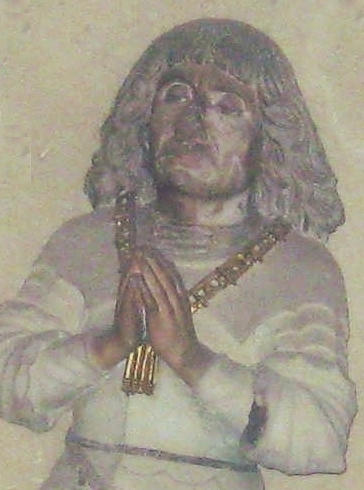
Jörg von Sachsenheim.

Die ersten beiden urkundlich bezeugten Sachsenheimer, Hermann von Sachsenheim (1) und Konrad von Sachsenheim genannt Harder, brachten 3 Linien von Nachkommen hervor. Sie sind in Pleickhard von Helmstatts „Stammbäume süddeutscher Adelsgeschlechter“ aufgeführt. Die folgende Aufstellung wichtiger Personen aus dem Geschlecht der Sachsenheimer beschränkt sich auf die gerade Linie des Stammbaums des Minnedichters Hermann von Sachsenheim. Alle Angaben ohne Quellenangabe stammen aus #Helmstatt 1612 oder #Bachteler 1962.
Hermann von Sachsenheim (1) (erwähnt 1240–1307), Ritter.
- Ehefrau: Hedwig Truchsessin von Höfingen, Tochter von Reinhardt Truchsess von Höfingen (erwähnt 1290).[8]

Hermann von Sachsenheim (2), Ritter, Sohn des Vorigen.
- Ehefrau: Irmtraud von Frauenberg (erwähnt 1328–1393), 1374 oder 1379 bis 1393 Äbtissin im Kloster Rechentshofen.[9]

Friedrich von Sachsenheim (?–1356), Ritter, Vogt in Pleidelsheim, Sohn des Vorigen.
- Ehefrau: Anna von Helmstatt.

Hermann von Sachsenheim (3) (?–1392), genannt Schwarzhermann, Vogt zu Ingersheim, Sohn des Vorigen.
- Ehefrau: Adelheid Nothaft von Hochberg (?–1431), Tochter von Hans von Nothaft, 2. Ehemann: Albrecht von Dürrmenz (?–1428), Heirat 1392.

Hans von Sachsenheim (erwähnt 1394–1433), Ritter des Deutschen Ordens, Landvogt zu Rottenburg am Neckar, Sohn des Vorigen und Bruder des Minnedichters Hermann von Sachsenheim (4).
Hermann von Sachsenheim (4) (um 1365–1458), Minnedichter, Sohn von Hermann von Sachsenheim (3) und Bruder des Vorigen.
- 1. Ehefrau: Anna Mönch (?–1431), Heirat spätestens 1405, Tochter des Ratsherrn Heinrich Mönch von Rosenberg in Straßburg.[10]
  - Söhne:
    - Jörg von Sachsenheim, Jurist, siehe unten.
    - Hermann von Sachsenheim (5), württembergischer Landhofmeister, siehe unten.
- 2. Ehefrau: Anna von Straubenhardt (?–1459), Heirat 1431, Tochter eines Stuttgarter Ratsherrn.[11]
  - Sohn: Michael von Sachsenheim (erwähnt 1460 bis um 1482), 1460–um 1482 Mönch im Kloster Hirsau.[12]
- Kinder der 1. oder 2. Ehefrau.[13]
  - Agnes von Sachsenheim, im Jugendalter gestorben.[14]
  - Margarethe von Sachsenheim, 1478–1490 Priorin eines Klosters in Lauffen am Neckar.[15]

 Hermann von Sachsenheim (5) (um 1428/1430–1508), württembergischer Landhofmeister, Sohn des Minnedichters Hermann von Sachsenheim (4).
- Ehefrau: Susanna Volland, Heirat vor 1489, Tochter von Erhard Volland zu Vaihingen (?–1433).[16]

- Kinder:
  - Margaretha von Sachsenheim, siehe unten.
  - Susanna von Sachsenheim, verheiratet mit 1. Kaspar von Nippenburg, 2. Hans von Liebenstein.

 Jörg (Georg) von Sachsenheim (1427–1508), Jurist, Sohn des Minnedichters Hermann von Sachsenheim (4).
- Ehefrau: Elisabeth Moll, Tochter eines Stuttgarter Ratsherrn.[17]

Margaretha von Sachsenheim (?–1556), Tochter des Landhofmeisters Hermann von Sachsenheim (5).

- Ehemann: Reinhard von Sachsenheim (?–1560), Ritter, 1517 Obervogt zu Vaihingen, Sohn von Reinhard von Sachsenheim (?–1491), 1508 Erbe des Landhofmeisters Hermann von Sachsenheim (5), Erbauer von Schloss Großsachsenheim.
  - Sohn: Hans Melchior von Sachsenheim.

Hans Melchior von Sachsenheim (?–1559), Sohn von Reinhard und Margaretha von Sachsenheim.
- Ehefrau: Margaretha von Venningen (?–1569), Tochter von Conrad von Venningen und Maria von Hirschhorn.

## Stammbaum
| Das Geschlecht der Sachsenheimer war „so unendlich weit verzweigt“, dass es weder Pleickhard von Helmstatt noch Gabriel Bucelin gelang, einen exakten Stammbaum vorzulegen, „dies ist auch Karl Pfaff nicht gelungen, der in seinen Regesten einen entsprechenden Versuch machte“. Der Sachsenheimer Heimatforscher Kurt Bachteler legte einen verkürzten Stammbaum des Minnedichters Hermann von Sachsenheim vor und eine Teiltranskription des handschriftlichen Stammbaums von Pleickhard von Helmstatt. | - Stammbaum nach Pleickhard von Helmstatt, um 1612. | - Stammbaum nach Gabriel Bucelin, 1671. |

## Grabmäler
Grabmäler von Mitgliedern des Hauses Sachsenheim befinden sich in Kirchen in Stuttgart und Sachsenheim.

### Stuttgart
1. Grabmal des Minnedichters Hermann von Sachsenheim, Stiftskirche.
2. Der betende Ritter, Grabmal des Landhofmeisters Hermann von Sachsenheim, Stiftskirche.
3. Sachsenheim-Altar von Jörg von Sachsenheim,  Hospitalkirche.
| - 1. - 2. | - 3. |

### Sachsenheim
In Sachsenheim befinden sich Grabmäler von Mitgliedern des Hauses Sachsenheim in der Kirche St. Fabian und St. Sebastian.
4. Totenschild von Jörg von Sachsenheim.
5. Grabmal von Reinhard von Sachsenheim, dem Erbauer von Schloss Großsachsenheim, und seiner Frau Margaretha von Sachsenheim.
6. Grabmal des letzten Sachsenheimers Bernhard von Sachsenheim.
7. Grabmal seiner Frau Magdalena von Adelmann von Adelmannsfelden.
8. Grabmal von Hans Melchior von Sachsenheim und seiner Frau Margaretha von Venningen.
| - 4. - 5. | - 6. - 7. | - 8. |